# Вернь, Жан-Эрик
Жан-Эри́к Серж Раймон Вернь (фр. Jean-Éric Serge Raymond Vergne; род. 25 апреля 1990, Понтуаз, Франция) — французский автогонщик; чемпион британской Формулы-3 (2010). С 2012 по 2014 выступал в Формуле-1 за Toro Rosso. Двукратный чемпион Формулы-E в сезоне 2017/2018 и в сезоне 2018/2019.

## Спортивная карьера

### Картинг
Жан-Эрик начал свою автоспортивную карьеру в картинге, проведя свои первые старты в 2001 году. Три года спустя француз занимает второе место в национальном первенстве в классе Rotax Max, а в 2006 году повторяет этот результат на чемпионате Европы в классе ICA. Окончание регулярной картинговой карьеры происходит через год, когда Вернь занимает седьмое место на чемпионате мира в классе Формула-А.
После этого француз периодически участвует в различных картинговых турнирах; в 2011 году он выигрывает парижскую гонку звёзд ERDF Masters Kart в парижском ДС «Берси», опередив на трассе Себастьяна Лёба, Адриана Сутиля и Стефана Сарразена.

### Младшие формулы
В 2007 году Жан-Эрик Вернь приходит в национальную Ф-Рено Campus, где быстро привыкает к технике и, приехав 10 раз на подиум в 13 гонках (при шести победах), с солидным отрывом выигрывает чемпионский титул. Эти успехи Верня позволяют ему стать членом молодёжных программ FFSA и Red Bull.
Через год француз переходит в более старший класс, стартуя в нескольких первенствах двухлитровой Ф-Рено. За два года в Западноевропейском и Европейском кубках он проводит более полусотни гонок, выиграв семь из них. Наиболее удачны были заезды второго сезона, когда были одержаны все семь побед и добыты два вторых места в общем зачёте (оба раза Жан-Эрик уступил испанцу Альберту Косте).
В 2010 году Вернь переходит в Британскую Ф3, где в сезон дебюта с большим отрывом выигрывает чемпионский титул. В 30 гонках француз 11 раз стартует с поула и одерживает 13 побед. Ближайший соперник проигрывает Жану-Эрику 99 баллов. Вернь также стартует в F3 Masters и Гран-при Макао.
Параллельно с Ф3 Вернь стартует в GP3 и Формуле-Рено 3.5, а также проводит тесты во Toro Rosso, «младшей» команде Red Bull, в Формуле-1.

### Формула-Рено 3.5
В серии француз дебютирует в начале сентября 2010 года, когда на седьмом этапе сезона сменяет в команде Tech 1 Racing новозеландца Брендона Хартли. Жан-Эрик быстро привыкает к технике и уже в своей третьей гонке одерживает победу. Четыре из шести гонок своего мини-сезона он завершает на подиуме.
В 2011 году менеджмент переводит Верня в команду Carlin Motorsport.
Француз проводит весьма стабильный сезон, позволив себе лишь четырежды в семнадцати гонках сезона не финишировать в очковой зоне. По ходу сезона было одержано пять побед, позволивших Жану-Эрику до последнего этапа бороться за титул с канадцем Робертом Викенсом, однако проигрыш сопернику в первой гонке последнего этапа и сход во втором заезде не позволил французу завоевать первое место в общем зачёте. Вернь в итоге отстал от Викенса лишь на 9 очков.

### Формула-1
После тех первых тестов француза не раз привлекают для тестовой работы и промоработы в обоих принадлежащих Red Bull коллективах Формулы-1. Осенью 2011 года, после весьма успешных тестов на Яс Марине, руководство автоспортивной программы австрийского концерна подписывает с французом контракт боевого пилота своей второй команды — Scuderia Toro Rosso.
В дебютном для Верня сезоне 2012 Формулы-1 машине ощутимо не хватало скорости, и Жан-Эрик очень часто завершал квалификацию уже после первого сегмента, в гонках все шло несколько лучше — Вернь четырежды смог пробиться в очковую зону и завершил сезон на шестнадцатом месте личного зачёта, заработав продление контракта ещё на сезон. Через год, в 2013, команда продолжила регулярно бороться на грани очковой зоны, но француз теперь регулярно проигрывал своему напарнику Даниэль Риккардо не только по ходу квалификаций, но и по стабильности результатов в гонках, завершив сезон серией из двенадцати гонок без набранных очков. В середине сезона, когда в связи с завершением Марком Уэббером карьеры в Формуле-1 освободилось место в старшей команде холдинга — Red Bull, Вернь некоторое время числился в претендентах на эту вакансию, но руководство программы в итоге предпочло более быстрого и стабильного Даниэля Риккардо; Жан-Эрик же ещё на сезон остался в Scuderia Toro Rosso.
Сезон 2014 Формулы-1 приносит равную борьбу с новичком серии — российским пилотом Даниилом Квятом: в квалификационном темпе чаще быстрее оказывался россиянин, а в гонках, за счёт опыта и большего везения, сильнее проводит чемпионат Вернь, за 19 гонок сезона сразу семь раз финишировавший в очковой зоне и набравший почти в три раза больше очков в личном зачёте (22 против 8, в чемпионате Вернь занял 13 место). Одна из лучших гонок Жана-Эрика в 2014 пришлась на Гран-при Сингапура, где француз, несмотря на два штрафа, смог прорваться с двенадцатой позиции на старте на шестую на финише. Несмотря на это, на 2015 сезон в Red Bull на замену Себастьяну Феттелю, перешедшему в Ferrari, был взят Даниил Квят, за Toro Rosso дебютировали Макс Ферстаппен и Карлос Сайнс-младший. Жан-Эрик Вернь в итоге остался без места в Формуле-1.

### Формула-Е

#### Andretti Autosport
После того, как он не смог обеспечить себе постоянную работу в Формуле-1 сезона 2015 года, он переключился на чемпионат ФИА Формула-E и подписал контракт с Andretti Autosport. Вернь дебютировал в третьей гонке сезона в Уругвае и обеспечил поул. Нельсон Пике-младший обошёл Верня, но он вернул лидерство на 12-м круге. После пит-стопов Вернь уступил лидерство Себастьену Буэми, но он атаковал Буэми до схода из-за сломанной подвески за два круга до конца гонки. Он достиг своего первого подиума в Лонг-Бич, заняв второе место после победителя гонки Пике. Он занял третье место в первой гонке в Лондоне, обойдя Пике и Лукаса ди Грасси. Во второй гонке он занял 16-е место, получив штраф - проезд через пит-лейн. В итоге он занял седьмое место в итоговом зачете чемпионата, набрав 70 очков.

#### DS Virgin Racing
8 августа 2015 года было объявлено, что Вернь присоединится к команде DS Virgin Racing в сезоне 2015-16, сотрудничая с Сэмом Бердом. Вернь занял девятое место в чемпионате.

#### Techeetah
В июле 2016 года было объявлено, что Вернь будет выступать за недавно сформированную команду Techeetah. Вернь начал зарабатывать первые подиумы, награды за самый быстрый круг и оформил первую свою победу в карьере и команды в финале сезона 2016/2017 во второй гонке в Монреале.
Было подтверждено, что Вернь продолжит работу с командой в сезоне 2017/2018. Он одержал свою вторую победу на в Сантьяго 2018, и добился своей третьей победы в его карьеру в Формуле-E на этапе Пунта-дель-Эсте 2018 года. Последовательные финиши в очках определили его титул за одну гонку до конца сезона, и Вернь стал четвёртым чемпионом в течение четырёх сезонов.
В сезоне 2018/2019 Вернь одержал три победы в в Санье, Монако и Швейцарии и защитил звание чемпиона, став первым гонщиком Формулы Е, имеющим более одного титула чемпиона.
В сезоне 2019/2020 Вернь продолжил выступление за команду Techeetah. Впервые в сезоне финишировал на подиуме на в Марракеше, несмотря на то, что выступал в гонке с высокой температурой. В четвёртой гонке в Берлине одержал первую победу в сезоне. По итогам сезона занял третье место, всего на одно очко отстав от вице-чемпиона Стоффеля Вандорна.
Вернь продолжил выступать за Techeetah в сезоне 2020/2021. Во второй гонке в Диръие финишировал на третьем месте, но потерял подиум из-за штрафа. В первой гонке в Риме большую часть гонки сражался за лидерство с Лукасом ди Грасси, и в итоге одержал победу, после технического отказа у Ди Грасси. В первой гонке в Нью-Йорке Вернь стартовал со второй позиции и большую часть гонки сражался за лидерство с новичком сезона Ником Кэссиди, однако обгоне Кэссиди Вернь ошибся и пропустил вперёд Максимилиана Гюнтера, и в итоге Вернь финишировал только вторым. В первой гонке в Берлине стартовал с поул-позиции, однако в гонке он потерял в темпе и финишировал лишь шестым. По итогам сезона занял только десятое место.

## Статистика результатов в моторных видах спорта
| Сезон     | Серия                               | Команда                             | Гонки      | Победы     | Поулы      | Б/Круги    | Подиумы    | Очки       | Место      |
| --------- | ----------------------------------- | ----------------------------------- | ---------- | ---------- | ---------- | ---------- | ---------- | ---------- | ---------- |
| 2007      | Французская Ф-Рено Campus           | Auto Sport Academy                  | 13         | 6          | 5          | 1          | 10         | 189        | 1          |
| 2008      | Западноевропейский кубок Ф-Рено 2.0 | SG Formula                          | 15         | 0          | 0          | 0          | 3          | 95         | 4          |
| 2008      | Еврокубок Ф-Рено 2.0                | SG Formula                          | 14         | 0          | 0          | 0          | 1          | 58         | 6          |
| 2009      | Западноевропейский кубок Ф-Рено 2.0 | SG Formula                          | 14         | 3          | 2          | 0          | 10         | 143        | 2          |
| 2009      | Еврокубок Ф-Рено 2.0                | SG Formula                          | 14         | 4          | 4          | 2          | 9          | 128        | 2          |
| 2010      | Британская Ф3                       | Carlin                              | 30         | 13         | 11         | 13         | 20         | 392        | 1          |
| 2010      | F3 Masters                          | Carlin                              | 1          | 0          | 0          | 1          | 0          | —          | 4          |
| 2010      | Гран-при Макао Ф3                   | Carlin                              | 1          | 0          | 0          | 0          | 0          | —          | 7          |
| 2010      | GP3                                 | Tech 1                              | 4          | 0          | 0          | 0          | 0          | 9          | 17         |
| 2010      | Ф-Рено 3.5                          | Tech 1                              | 6          | 1          | 0          | 0          | 4          | 53         | 8          |
| 2010      | Формула-1                           | Scuderia Toro Rosso                 | тест-пилот | тест-пилот | тест-пилот | тест-пилот | тест-пилот | тест-пилот | тест-пилот |
| 2011      | Ф-Рено 3.5                          | Carlin                              | 17         | 4          | 4          | 1          | 9          | 232        | 2          |
| 2011      | Формула-1                           | Red Bull Racing Scuderia Toro Rosso | тест-пилот | тест-пилот | тест-пилот | тест-пилот | тест-пилот | тест-пилот | тест-пилот |
| 2012      | Формула-1                           | Scuderia Toro Rosso                 | 20         | 0          | 0          | 0          | 0          | 16         | 17         |
| 2013      | Формула-1                           | Scuderia Toro Rosso                 | 19         | 0          | 0          | 0          | 0          | 13         | 15         |
| 2014      | Формула-1                           | Scuderia Toro Rosso                 | 19         | 0          | 0          | 0          | 0          | 22         | 13         |
| 2014–15   | Формула-E                           | Andretti Autosport                  | 9          | 0          | 3          | 1          | 2          | 70         | 7          |
| 2015      | Формула-1                           | Scuderia Ferrari                    | тест-пилот | тест-пилот | тест-пилот | тест-пилот | тест-пилот | тест-пилот | тест-пилот |
| 2015–16   | Формула-E                           | DS Virgin Racing                    | 10         | 0          | 1          | 0          | 2          | 56         | 9          |
| 2016      | Формула-1                           | Scuderia Ferrari                    | тест-пилот | тест-пилот | тест-пилот | тест-пилот | тест-пилот | тест-пилот | тест-пилот |
| 2016–17   | Формула-E                           | Techeetah                           | 12         | 1          | 0          | 0          | 5          | 117        | 5          |
| 2017      | FIA WEC – LMP2                      | CEFC Manor TRS Racing               | 8          | 0          | 0          | 0          | 1          | 81         | 10         |
| 2017      | 24 часа Ле-Мана – LMP2              | CEFC Manor TRS Racing               | 1          | 0          | 0          | 0          | 0          | —          | 6          |
| 2017–18   | Формула-E                           | Techeetah                           | 12         | 4          | 4          | 0          | 6          | 198        | 1          |
| 2018      | Европейская серия Ле-Ман            | G-Drive Racing                      | 5          | 3          | 1          | 1          | 3          | 88,25      | 2          |
| 2018      | 24 часа Ле-Мана – LMP2              | G-Drive Racing                      | 1          | 0          | 0          | 0          | 0          | —          | ДСК        |
| 2018–19   | Формула-E                           | DS Techeetah                        | 13         | 3          | 1          | 3          | 5          | 136        | 1          |
| 2018–19   | FIA WEC – LMP2                      | TDS Racing                          | 1          | 0          | 0          | 0          | 0          | 12         | 16         |
| 2019      | Европейская серия Ле-Ман            | G-Drive Racing                      | 1          | 1          | 0          | 0          | 2          | 63         | 5          |
| 2019      | 24 часа Ле-Мана – LMP2              | G-Drive Racing                      | 1          | 0          | 0          | 0          | 0          | —          | 6          |
| 2019–20   | Формула-E                           | DS Techeetah                        | 11         | 1          | 2          | 0          | 3          | 86         | 3          |
| 2020      | Европейская серия Ле-Ман            | G-Drive Racing                      | 1          | 0          | 0          | 0          | 1          | 18         | 13         |
| 2020–21   | Формула-E                           | DS Techeetah                        | 15         | 1          | 1          | 0          | 2          | 80         | 10         |
| 2021      | Европейская серия Ле-Ман            | IDEC Sport                          | 1          | 0          | 0          | 0          | 0          | 2          | 30         |
| 2021–22   | Формула-E                           | DS Techeetah                        | 16         | 0          | 2          | 0          | 5          | 144        | 4          |
| 2022      | FIA WEC — Hypercar                  | Peugeot TotalEnergies               | 3          | 0          | 0          | 1          | 0          | 12         | 10         |
| 2022–23   | Формула-E                           | DS Penske                           | 16         | 1          | 0          | 2          | 3          | 107        | 5          |
| 2023      | FIA WEC — Hypercar                  | Peugeot TotalEnergies               | 7          | 0          | 0          | 0          | 1          | 51         | 8          |
| 2023–24   | Формула-E                           | DS Penske                           | 3          | 0          | 1          | 0          | 1          | 33         | 3          |
| 2024      | FIA WEC — Hypercar                  | Peugeot TotalEnergies               |            |            |            |            |            |            |            |
| Источник: |                                     |                                     |            |            |            |            |            |            |            |

### Формула-Рено 3.5
| 2010 | Tech 1 |       |       |       |        |        |       | HO1 11 | SI1 1 | CA1 3  | 53  | 8 |
| 2010 | Tech 1 |       |       |       |        |        |       | HO2 5  | SI2 3 | CA2 2  | 53  | 8 |
| 2011 | Carlin | AL1 6 | SP1 2 | MN1 2 | MON 12 | NÜ1 НФ | HU1 1 | SI1 12 | LE1 1 | CA1 2  | 232 | 2 |
| 2011 | Carlin | AL2 7 | SP2 1 | MN2 1 |        | NÜ2 4  | HU2 1 | SI2 4  | LE2 3 | CA2 НФ | 232 | 2 |

Жирным выделен старт с поул-позиции. Курсивом — быстрейший круг в гонке.
В первой строчке показаны результаты субботних гонок, во второй — воскресных.

### Формула-1
| Легенда к таблице |                                                                    |
| --- | ------------------------------------------------------------------ |
| В таблице перечислены результаты всех Гран-при Формулы-1, в которых принимал участие гонщик. Строками таблицы являются сезоны, столбцами — этапы чемпионата мира. В каждой клетке указаны сокращённое название этапа и результат, дополнительно обозначенный цветом. Расшифровка обозначений и цветов представлена в нижеследующей таблице. |                                                                    |
| \| Пример \| Описание \| \| ------------ \| ------------------------------------------------------------------ \| \| 1 \| Победитель \| \| 2 \| Второе место \| \| 3 \| Третье место \| \| 5 \| Финишировал, заработав очки \| \| Сход \| Не финишировал, но при этом заработал очки \| \| 12 \| Финишировал, не получив очков \| \| НКЛ \| Финишировал, но не попал в финальную классификацию \| \| 15 \| Участвовал вне зачёта, либо по отдельной классификации \| \| 18 \| Не финишировал, но попал в финальную классификацию \| \| Сход \| Не финишировал \| \| НКВ \| Не прошёл квалификацию \| \| НПКВ \| Не прошёл предквалификацию \| \| ДСК \| Дисквалифицирован \| \| ИСК \| Исключён из протокола соревнований \| \| ТТ \| Заявлен для участия только в тренировках \| \| НС \| Участвовал в квалификации, но не стартовал в гонке \| \| Т \| Травмирован или болен \| \| ОТК \| Отказ от участия \| \| НТР \| Прибыл на соревнования, но на трассу не выезжал \| \| НПР \| Был заявлен в числе участников, но не прибыл к началу соревнований \| \| О \| Соревнования отменены \| \| \| Не участвовал \| \| Поул-позиция \| \| \| Быстрый круг \| \| |                                                                    |
| Пример | Описание                                                           |
| 1 | Победитель                                                         |
| 2 | Второе место                                                       |
| 3 | Третье место                                                       |
| 5 | Финишировал, заработав очки                                        |
| Сход | Не финишировал, но при этом заработал очки                         |
| 12 | Финишировал, не получив очков                                      |
| НКЛ | Финишировал, но не попал в финальную классификацию                 |
| 15 | Участвовал вне зачёта, либо по отдельной классификации             |
| 18 | Не финишировал, но попал в финальную классификацию                 |
| Сход | Не финишировал                                                     |
| НКВ | Не прошёл квалификацию                                             |
| НПКВ | Не прошёл предквалификацию                                         |
| ДСК | Дисквалифицирован                                                  |
| ИСК | Исключён из протокола соревнований                                 |
| ТТ | Заявлен для участия только в тренировках                           |
| НС | Участвовал в квалификации, но не стартовал в гонке                 |
| Т | Травмирован или болен                                              |
| ОТК | Отказ от участия                                                   |
| НТР | Прибыл на соревнования, но на трассу не выезжал                    |
| НПР | Был заявлен в числе участников, но не прибыл к началу соревнований |
| О | Соревнования отменены                                              |
| | Не участвовал                                                      |
| Поул-позиция |                                                                    |
| Быстрый круг |                                                                    |

| Сезон | Команда             | Шасси           | Двигатель                 | Ш | 1      | 2        | 3        | 4        | 5        | 6        | 7      | 8        | 9        | 10     | 11     | 12       | 13       | 14       | 15     | 16       | 17     | 18       | 19       | 20    | Место | Очки |
| ----- | ------------------- | --------------- | ------------------------- | - | ------ | -------- | -------- | -------- | -------- | -------- | ------ | -------- | -------- | ------ | ------ | -------- | -------- | -------- | ------ | -------- | ------ | -------- | -------- | ----- | ----- | ---- |
| 2011  | Scuderia Toro Rosso | Toro Rosso STR6 | Ferrari 056 2,4 V8        | P | АВС    | МАЛ      | КИТ      | ТУР      | ИСП      | МОН      | КАН    | ЕВР      | ВЕЛ      | ГЕР    | ВЕН    | БЕЛ      | ИТА      | СИН      | ЯПО    | КОР тест | ИНД    | АБУ тест | БРА тест |       | —     | 0    |
| 2012  | Scuderia Toro Rosso | Toro Rosso STR7 | Ferrari 056 2,4 V8        | P | АВС 11 | МАЛ 8    | КИТ 16   | БАХ 14   | ИСП 12   | МОН 12   | КАН 15 | ЕВР Сход | ВЕЛ 14   | ГЕР 14 | ВЕН 16 | БЕЛ 8    | ИТА Сход | СИН Сход | ЯПО 13 | КОР 8    | ИНД 15 | АБУ 12   | США Сход | БРА 8 | 17    | 16   |
| 2013  | Scuderia Toro Rosso | Toro Rosso STR8 | Ferrari 056 2,4 V8        | P | АВС 12 | МАЛ 10   | КИТ 12   | БАХ Сход | ИСП Сход | МОН 8    | КАН 6  | ВЕЛ Сход | ГЕР Сход | ВЕН 12 | БЕЛ 12 | ИТА Сход | СИН 14   | КОР 18   | ЯПО 12 | ИНД 13   | АБУ 17 | США 16   | БРА 15   |       | 15    | 13   |
| 2014  | Scuderia Toro Rosso | Toro Rosso STR9 | Renault F1-2014 Energy V6 | P | АВС 8  | МАЛ Сход | БАХ Сход | КИТ 12   | ИСП Сход | МОН Сход | КАН 8  | АВТ Сход | ВЕЛ 10   | ГЕР 13 | ВЕН 9  | БЕЛ 11   | ИТА 13   | СИН 6    | ЯПО 9  | РОС 13   | США 10 | БРА 13   | АБУ 12   |       | 13    | 22   |

### Формула-Е
| Сезон   | Команда            | Машина                                      | 1        | 2           | 3           | 4           | 5           | 6           | 7           | 8           | 9           | 10          | 11          | 12          | 13          | 14          | 15          | 16          | Очки | Место |
| ------- | ------------------ | ------------------------------------------- | -------- | ----------- | ----------- | ----------- | ----------- | ----------- | ----------- | ----------- | ----------- | ----------- | ----------- | ----------- | ----------- | ----------- | ----------- | ----------- | ---- | ----- |
| 2014-15 | Andretti Autosport | Spark-Renault SRT 01E                       | ПЕК      | ПУТ         | ПДЭ 14†     | БУЭ 6       | МАЙ 18†     | ЛБЧ 2       | МОН Сход    | БЕР 7       | МОС 4       | ЛОН 3       | ЛОН 16†     |             |             |             |             |             | 70   | 7     |
| 2015-16 | DS Virgin Racing   | Spark-Virgin DSV-01                         | ПЕК 12   | ПУТ Сход    | ПДЭ 7       | БУЭ 11      | МЕХ 16      | ЛБЧ 13      | ПАР 2       | БЕР 5       | ЛОН 3       | ЛОН 8       |             |             |             |             |             |             | 56   | 9     |
| 2016-17 | Techeetah          | Spark-Renault Z.E. 16                       | ГКГ Сход | МАР 8       | БУЭ 2       | МЕХ 2       | МОН Сход    | ПАР Сход    | БЕР 8       | БЕР 6       | НЙК 2       | НЙК 8       | МРЛ 2       | МРЛ 1       |             |             |             |             | 117  | 5     |
| 2017-18 | Techeetah          | Spark-Renault Z.E. 17                       | ГКГ 2    | ГКГ 4       | МАР 5       | САН 1       | МЕХ 5       | ПДЭ 1       | РИМ 5       | ПАР 1       | БЕР 3       | ЦЮР 10      | НЙК 5       | НЙК 1       |             |             |             |             | 198  | 1     |
| 2018-19 | DS Techeetah       | Spark DS E-TENSE FE19                       | ДИР 2    | МАР 5       | САН Сход    | МЕХ 13      | ГКГ 13      | СНЬ 1       | РИМ 14      | ПАР 6       | МОН 1       | БЕР 3       | БРН 1       | НЙК 15      | НЙК 7       |             |             |             | 136  | 1     |
| 2019-20 | DS Techeetah       | Spark DS E-TENSE FE20                       | ДИР Сход | ДИР 8       | САН Сход    | МЕХ 4       | МАР 3       | БЕР НКЛ     | БЕР 10      | БЕР 3       | БЕР 1       | БЕР 18      | БЕР 7       |             |             |             |             |             | 86   | 3     |
| 2020-21 | DS Techeetah       | Spark DS E-TENSE FE20 Spark DS E-TENSE FE21 | ДИР 15   | ДИР 12      | РИМ 1       | РИМ 11      | ВАЛ 9       | ВАЛ 7       | МОН 4       | ПУЭ Сход    | ПУЭ 8       | НЙК 2       | НЙК Сход    | ЛОН 12      | ЛОН 12      | БЕР 6       | БЕР 11      |             | 80   | 10    |
| 2021–22 | DS Techeetah       | Spark SRT05e                                | ДИР 8    | ДИР 6       | МЕХ 3       | РИМ 4       | РИМ 2       | МОН 3       | БЕР 2       | БЕР 9       | ДЖА 2       | МАР 4       | НЙК 18      | НЙК Сход    | ЛОН 14      | ЛОН Сход    | СЕУ 6       | СЕУ 6       | 144  | 4     |
| 2022–23 | DS Penske          | Formula E Gen3                              | МЕХ 12   | ДИР 7       | ДИР 16      | ХАЙ 1       | КЕЙ 2       | САН 5       | БЕР 7       | БЕР 3       | МОН 7       | ДЖА 5       | ДЖА 16      | ПОР 11      | РИМ 5       | РИМ 15      | ЛОН Сход    | ЛОН 22      | 107  | 5     |
| 2023–24 | DS Penske          | Formula E Gen3                              | МЕХ 6    | ДИР {{{1}}} | ДИР {{{1}}} | САН {{{1}}} | ТОК {{{1}}} | МИЗ {{{1}}} | МИЗ {{{1}}} | МОН {{{1}}} | БЕР {{{1}}} | БЕР {{{1}}} | ШАН {{{1}}} | ШАН {{{1}}} | ПОР {{{1}}} | ПОР {{{1}}} | ЛОН {{{1}}} | ЛОН {{{1}}} | 8*   | 6*    |

* Сезон продолжается

† Гонщик не финишировал, но был классифицирован, так как прошёл 90% дистанции.

### FIA WEC
| Сезон   | Команда               | Класс    | Машина      | 1     | 2     | 3     | 4        | 5     | 6        | 7     | 8     | 9     | Место | Очки |
| ------- | --------------------- | -------- | ----------- | ----- | ----- | ----- | -------- | ----- | -------- | ----- | ----- | ----- | ----- | ---- |
| 2017    | CEFC Manor TRS Racing | LMP2     | Oreca 07    | СИЛ 6 | СПА 7 | ЛМН 4 | НЮР      | МЕХ 3 | США 6    | ФУД 5 | ШАН 9 | БАХ 6 | 10    | 81   |
| 2018–19 | TDS Racing            | LMP2     | Oreca 07    | СПА   | ЛМН   | СИЛ   | ФУД 4    | ШАН   | СЕБ      | СПА   | ЛМН   |       | 16    | 12   |
| 2022    | Peugeot TotalEnergies | Hypercar | Peugeot 9X8 | СЕБ   | СПА   | ЛМН   | МНЦ Сход | ФУД 4 | БАХ Сход |       |       |       | 10    | 12   |
| 2023    | Peugeot TotalEnergies | Hypercar | Peugeot 9X8 | СЕБ 9 | ПОР 7 | СПА 8 | ЛМН 6    | МНЦ 3 | ФУД 8    | БАХ 9 |       |       | 8     | 51   |
| 2024    | Peugeot TotalEnergies | Hypercar | Peugeot 9X8 | КАТ   | ИМО   | СПА   | ЛМН      | САП   | США      | ФУД   | БАХ   |       |       |      |

### 24 часа Ле-Мана
| Год  | Команда               | Напарники                      | Машина          | Класс    | Круги | ОП  | КП  |
| ---- | --------------------- | ------------------------------ | --------------- | -------- | ----- | --- | --- |
| 2017 | CEFC Manor TRS Racing | Тор Грейвс Джонатан Хирши      | Oreca 07-Gibson | LMP2     | 360   | 7   | 6   |
| 2018 | G-Drive Racing        | Роман Русинов Андреа Пиццитола | Oreca 07-Gibson | LMP2     | 369   | ДСК | ДСК |
| 2019 | G-Drive Racing        | Роман Русинов Джоб ван Уйтерт  | Aurus 01-Gibson | LMP2     | 364   | 11  | 6   |
| 2020 | G-Drive Racing        | Роман Русинов Миккель Йенсен   | Aurus 01-Gibson | LMP2     | 367   | 9   | 5   |
| 2023 | Peugeot TotalEnergies | Пол ди Реста Миккель Йенсен    | Peugeot 9X8     | Hypercar | 330   | 8   | 8   |